# Silabebru ezers
Silabebru ezers este o arie protejată (arie specială de conservare — SAC, sit de importanță comunitară — SCI, arie de protecție specială avifaunistică — SPA) din Letonia întinsă pe o suprafață de 113,93 ha, integral pe uscat.

## Localizare
Centrul sitului Silabebru ezers este situat la coordonatele 56°36′16″N 26°05′05″E / 56.6045°N 26.0847°E.

## Înființare
Situl Silabebru ezers a fost declarat arie de protecție specială avifaunistică în mai 2004 pentru a proteja 1 specie de plante și 14 specii de animale. Alte tipuri de protecție:
- sit de importanță comunitară (în mai 2004)
- arie specială de conservare (în mai 2004)[1][3][4]

## Biodiversitate
Situată în ecoregiunea boreală, aria protejată conține 2 habitate naturale: Ape puternic oligomezotrofe cu vegetație bentonică cu Chara spp., Mlaștini turboase de tranziție și turbării mișcătoare.
La baza desemnării sitului se află mai multe specii protejate:
- plante (1): moșișoare (Liparis loeselii)
- păsări (11): buhai de baltă (Botaurus stellaris), Branta leucopsis, chirighiță neagră (Chlidonias niger), erete de stuf (Circus aeruginosus), erete cenușiu (Circus pygargus), lebădă de iarnă (Cygnus cygnus), ciocănitoare cu spate alb (Dendrocopos leucotos), ciocănitoare neagră (Dryocopus martius), muscar (Ficedula parva), sfrâncioc roșiatic (Lanius collurio), cresteț pestriț (Porzana porzana)
- nevertebrate (3): Dytiscus latissimus, Graphoderus bilineatus, libelule (Leucorrhinia pectoralis)

Pe lângă speciile protejate, pe teritoriul sitului au mai fost identificate 4 specii de păsări, 1 specie de nevertebrate.